# Kings Heath
Kings Heath (historiquement orthographié King's Heath) est une banlieue de Birmingham en Angleterre, située à environ cinq kilomètres du centre de la cité.

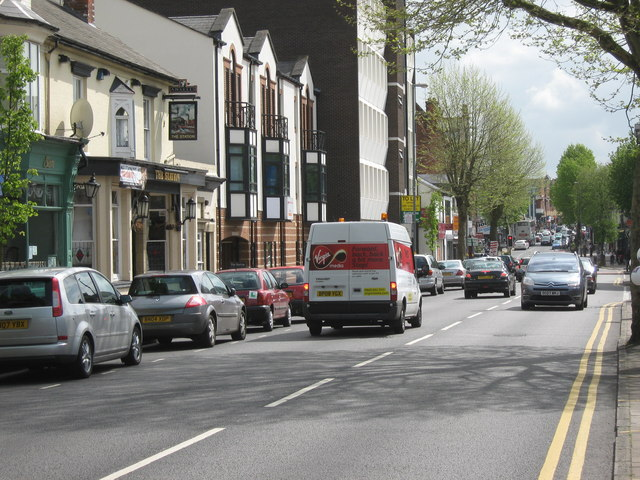